# Makari Iwanow
Makari Iwanow (russisch Макарий Иванов, bürgerlicher Name Михаил Николаевич Иванов/ Michail Nikolajewitsch Iwanow; * 20. Novemberjul. / 1. Dezember 1788greg. in Schelesniki; † 7. Septemberjul. / 19. September 1860greg. in Optina Pustyn) war von 1834 bis 1860 Starez in Optina Pustyn.

## Leben bis 1830

Makari Iwanow

Michail stammte aus einer Adelsfamilie. Er wurde in Schelesniki bei Kaluga geboren. Sein Vater war Kollegienassessor Nikolaj Michajlowitsch Iwanow, seine Mutter Jelisaweta Aleksejewna Jemeljanowa. Michail war der Älteste von insgesamt fünf Kindern. Die Familie siedelte wegen gesundheitlicher Probleme der Mutter nach Moskau um, als Michail fünf Jahre alt war. Nach dem Tod der Mutter (1797) zog die Familie nach Karatschew um. Hier besuchte Michail die Volksschule. 1801 zog die Familie nach Schtschepjatino (Kreis Dmitrowsk). Michail lernte bei einem privaten Lehrer Schönschreiben, Grammatik und Arithmetik. 1802 wurde er Buchhalter im Kreisschatzamt in Lgow. Wegen seiner Genauigkeit und wegen seines Fleißes wurde er Leiter des Schatzamtes in Kursk und Beamter erster Klasse. Michail führte nach dem Tod seines Vaters (1806) die Gutswirtschaft im Dorf Schtschepjatino, Am 6. Oktober 1810 pilgerte er zum Kloster Ploschtschansk (52 Kilometer nördlich von Sewsk). Am 24. Dezember 1810 erhielt er die Rjasa (das einfache Mönchsgewand) und trug nun den Namen Melchisedek. Er wirkte als Korrespondenzführer. Am 7. März 1815 empfing er die Mönchsweihe unter dem Namen Makari. Sein Namenspatron war der heilige Makarios der Ägypter. Am 12. März 1815 wurde er zum Mönchsdiakon geweiht. Im April 1817 wurde er Zellendiener bei Afanassi Sacharow. Makari schrieb Übersetzungen ab, die Afanassi mitgebracht hatte, vor allem geistliche Schriften von Barsanuphios von Gasa, Johannes Klimakos und Isaak von Ninive. So kam er mit der Erneuerung in Berührung, die vom Heiligen Berge Athos ausgegangen war, in deren Mittelpunkt der Vollzug des immerwährenden Jesusgebets steht. Makari wurde am 27. Mai 1817 zum Priestermönch geweiht. Am 30. Januar 1827 wurde er Beichtvater des Dreieinigkeits-Frauenklosters in Sewsk.

## Starez in Optina Pustyn
Am 23. Oktober 1831 bat Makarij, nach Optina Pustyn kommen zu dürfen. Dieses Kloster liegt drei Kilometer nordöstlich von Koselsk. Makarij traf dort am 5. Februar 1834 ein. Hier war er zunächst Schüler des Leonid von Optina. Im Oktober 1836 wurde er Starez des Klosters, am 1. Dezember 1839 Vorsteher der Skite. Er schrieb mehr als 2100 Briefe. Darüber hinaus war er täglich viele Stunden lang im Gespräch mit hilfesuchenden Menschen. Er gab zahlreiche monastische Väterschriften in kirchenslawischer und russischer Übersetzung heraus und stellte damit auch Menschen eine Anleitung zur Verfügung, die nicht die Möglichkeit hatten, mit ihm zu sprechen. Am 30. November 1853 legte Makarij sein Vorsteheramt nieder. 1858 empfing er das Große Schema, die höchste Stufe des Mönchtums. Er starb 1860. Im Jahre 2000 wurde er kanonisiert. Sein Gedenktag ist der 7./20. 9.

## Werke Makaris
- Pisma k blagotschestiwoj christianke, Swjato-Troizkaja Sergiewa Lawra 1911.
- Sobranie pisem. Pisma k mirskim osobam, Moskau 21880.
- Sobranie pisem. Pisma k monaschestvujuschtschim, 5 Bde., Moskau 1862f.

## Herausgabe geistlicher Literatur
- Oglaschenie prepodobnago Feodora Studita, Moskau 1853.
- Prepodobnago i bogonosnago otza naschego Marka podwischnika nrawstwenno-podwischnitscheskija slowa, Moskau 1858.
- Prepodobnago otza naschego awwy Dorofeja duschepolesnyja poutschenija i poslanija, Moskau 1856.
- Prepodobnago otza naschego awwy Isaija otschelnika egipetskago duchowno-nrawstwennyja slowa, Moskau 1860.
- Prepodobnago otza naschego awwy Falassija glawy o ljubwi, wosderschanija i duchownoj schizni, Moskau 1855.
- Prepodobnago otza naschego Maksima Ispowednika tolkowanie na 'Otsche nasch' i ego sche slowo postitscheskoe, Moskau 1853.
- Prepodobnago otza naschego Nila Sorskago predanie, Moskau 1849.
- Prepodobnago otza naschego Orsisija awwy Tawenisiotskago utschenie ob ustroenii monascheskago schitelstwa, Moskau 1859.
- Prepodobnago otza naschego Simeona Nowago Bogoslowa slowa wesma polesnyja, Moskau 1852.
- Prepodobnych otzew Warsanufija Welikago i Ioanna rukowodstwo, Moskau 1852.
- Schitie i pisanija moldawskago starza Paisija Welitschkowskago, Moskau 1846.
- Swjatago otza naschego Isaaka Sirina slowa duchownopodwischnitscheskija, Moskau 1854.